# Escut, bandera i estendard d'Altura
L'escut, la bandera i l'estendard d'Altura són els símbols representatius d'Altura, municipi del País Valencià, a la comarca de l'Alt Palància.

## Escut heràldic
L'escut oficial d'Altura té el següent blasonament:
| « | Escut quadrilong de punta redona. Partit. En el primer quarter, d'atzur, una torre d'or, maçonada i aclarida de sable, amb una bandera blanca. En el segon quarter, d'or, quatre pals de gules. Per timbre, una corona reial oberta. | » |

## Bandera
La bandera oficial d'Altura té la següent descripció:
| « | Bandera de proporcions 2:3. De roig, l'escut municipal al centre. | » |

## Estendard
L'estendard oficial d'Altura té la següent descripció:
| « | De proporcions 2:3, de dimensions 1x1,5 m, en posició vertical, de fons roig carmesí. Al centre, les armes del municipi, segons model d'escut immemorial. | » |

## Història
L'escut es rehabilità per Resolució de 25 de juny de 2002, del conseller de Justícia i Administracions Públiques, publicada en el DOGV núm. 4.317, de 20 d'agost de 2002.
La bandera s'aprovà per Resolució de 26 d'abril de 2005, del conseller de Justícia i Administracions Públiques, publicada en el DOGV núm. 5.008, de 18 de maig de 2005. L'estendard s'aprovà el 2011.
És l'escut tradicional del municipi, on es representen les armories de la Cartoixa de Valldecrist, a la qual sempre va estar lligat el poble, i que coincideixen amb les armes reials dels quatre pals; i la torre en representació de la batllia autònoma.

Segell d'Altura, de 1876 que es conserva a l'AHN.

A l'Arxiu Històric Nacional es conserva un segell en tinta d'Altura de 1876 amb la següent descripció de l'alcalde Ramon Portolés:
| «                                                                                 | (castellà) El sello que usa este municipio según aparece en la adjunta copia representa las cuatro barras de Aragón a un lado de color encarnado sobre campo de oro, y al otro una torre dorada sobre campo colorado. En cuanto a la historia del origen de este sello, si bien no se tiene una noticia o dato auténtico que acredite de un modo fijo y concreto el tiempo de su institución, ni la manera como fue concedido y empezó a usarlo esta villa; es sin embargo lo más probable que debió ser desde mediados o fines del siglo XIII o un poco después de la conquista de Valencia por el Rey D. Jaime 1º. de Aragón, año 1238, puesto que en algunos retablos de ermitas de esta villa cuya antigüedad se remonta a aquellos tiempos según personas inteligentes ya se ven pintadas dichas armas, y así parece atestiguarlo también la tradición entre varios vecinos de esta villa por haberlo visto o leído en documentos que existían en la Cartuja de Vall de Cristo de esta población; y es lo regular y probable que al momento que esta villa fuese tomada a los moros por dicho Rey cuando la expedición a la conquista de Valencia le diese para que usare sus armas reales consistentes en las cuatro barras coloradas en campo de oro, las cuales si bien propias y procedentes de los Condes de Barcelona, se adoptaron como armas de Aragón desde el tiempo de D. Ramón Berenguer IV al verificar su enlace con D.ª Petronila de Aragón, en que se refundición las dos coronas en una. En cuanto a la torre que figura en el otro lado de dicho escudo no puede decirse más siguiendo las conjeturas mas probables sino que trae su origen de las armas de Castilla a consecuencia del enlace del Rey Jaime 1.º el Conquistador con D.ª Leonor de Castilla, hija del Rey Alfonso 8 de dicho Reyno; o que y parece lo más verosímil, sea símbolo y representación de una torre morisca que aún existe en esta población y la cual se añadiese a dicho escudo cuando el Rey D. Martín 1.º de Aragón hizo donación absoluta de esta villa a la referida Cartuja, llamada de Vall de Cristo, de esta población, en la cual más adelante y como prueba del aprecio que la misma le merecía fueron enterrados tres hijos del citado Rey; y cuya Cartuja quedando señora de esta villa es muy factible le impusieron y añadieron a las primitivas armas o barras de Aragón el emblema de una torre o castillo feudal como señal de vasallaje sobre la misma. | (català) El segell que fa servir aquest municipi segons apareix en l'adjunta còpia representa les quatre barres d'Aragó, a un costat, de color encarnat sobre camp d'or, i a l'altre, una torre daurada sobre camp vermell. Quant a la història de l'origen d'aquest segell, si bé no es té una notícia o dada autèntica que acredite d'una manera fixa i concreta el temps de la seua institució, ni la manera com va ser concedit i va començar a usar-lo aquesta vila; és però, el més probable que va haver de ser des de mitjans o finals del segle xiii o una mica després de la conquesta de València pel Rei en Jaume I d'Aragó, l'any 1238, ja que en alguns retaules d'ermites d'aquesta vila amb una antiguitat que es remunta a aquells temps, segons persones intel·ligents, ja es veuen pintades aquestes armes, i així sembla testificar també la tradició entre diversos veïns d'aquesta vila per haver-lo vist o llegit en documents que existien a la Cartoixa de Vall de Crist d'aquesta població; i és regular i probable que, quan aquesta vila fou presa als moros per aquest Rei, quan l'expedició a la conquesta de València, li donés perquè usés, les seues armes reials consistents en les quatre barres vermelles en camp d'or, les quals, si bé pròpies i procedents dels Comtes de Barcelona, es van adoptar com a armes d'Aragó des del temps de Ramon Berenguer IV al verificar el seu enllaç amb na Peronella d'Aragó, en què es refosa les dues corones en una. Pel que fa a la torre que figura a l'altra banda d'aquest escut, no es pot dir més, seguint les conjectures més probables, sinó que té el seu origen de les armes de Castella a conseqüència de l'enllaç del Rei Jaume I el Conqueridor amb na Elionor de Castella, filla del rei Alfons VIII d'aquest Regne; o que, i sembla el més versemblant, sigui símbol i representació d'una torre morisca que encara existeix en aquesta població i la qual se n'afegí a aquest escut quan el Rei Martín I d'Aragó va fer donació absoluta d'aquesta vila a la referida Cartoixa, anomenada de Vall de Crist, d'aquesta població, en la qual, més endavant i com a prova de l'estima que la mateixa li mereixia, van ser enterrats tres fills de l'esmentat Rei; i quan la Cartoixa quedà senyora d'aquesta vila, és molt factible, li van imposar i van afegir a les primitives armes o barres d'Aragó l'emblema d'una torre o castell feudal com a senyal de vassallatge sobre la mateixa. | » |
| — Altura, 11 Diciembre 1876. El Alcalde. Ramon Portolés (Arxiu Històric Nacional) | | |   |